# Arco de Otávio

O Arco de Otávio (em latim: Arcus Octavii) foi um arco romano construído no Palatino por Otaviano em honra a seu pai, Caio Otávio, em data desconhecida. Conjectura-se que formou a entrada do precinto sagrado do Templo de Apolo Palatino, porém tal afirmação é impossível de ser confirmada. É lembrado por sua edícula com uma estátua, ambos reconhecidos como sem paralelos no mundo romano. Alguns fragmentos encontrados em meados do século XVI podem pertencente a este monumento.